# 国立病院機構舞鶴医療センター

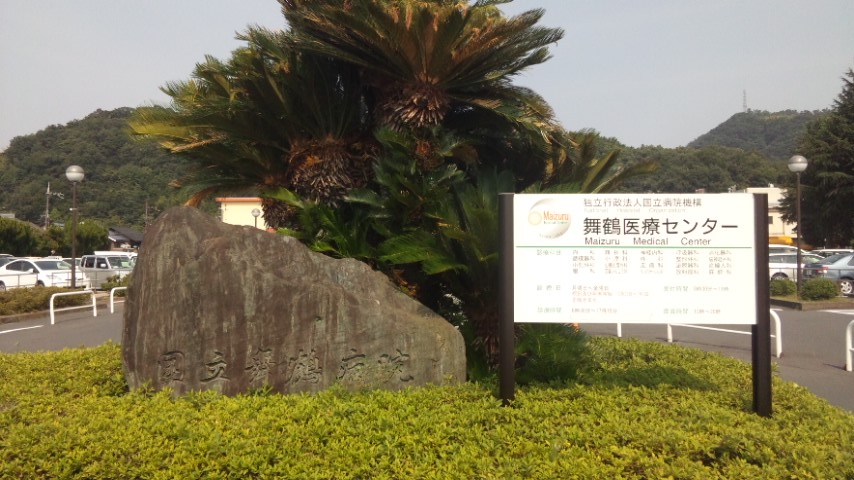
施設前にあるパネルと石碑。国立舞鶴病院と刻印してある

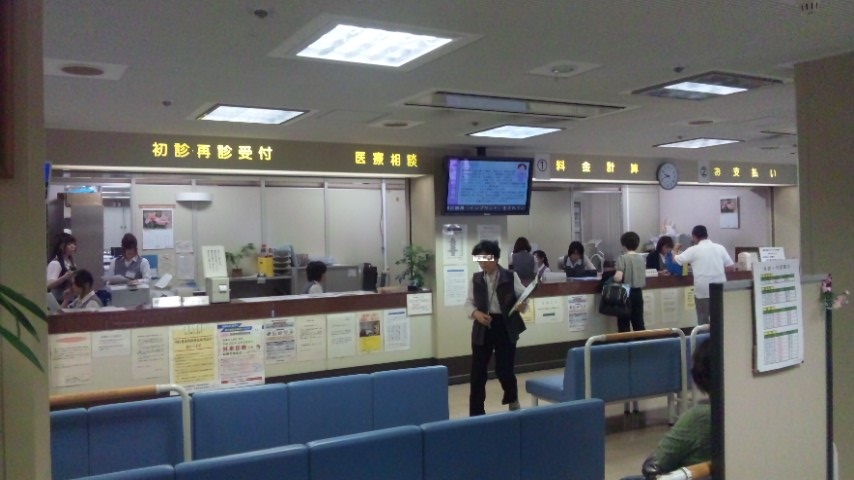
受付・会計の様子

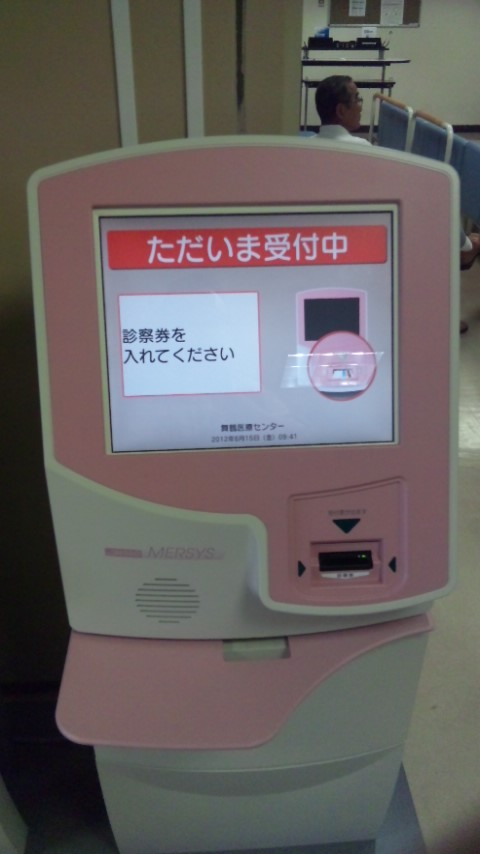
2011年11月より導入された再来受付機

独立行政法人国立病院機構舞鶴医療センター（どくりつぎょうせいほうじんこくりつびょういんきこうまいづるいりょうセンター、英語: Maizuru Medical Center）は、京都府舞鶴市にある医療機関。独立行政法人国立病院機構が運営する病院である。旧国立舞鶴病院。政策医療分野における精神疾患の基幹医療施設、がん、循環器病、成育医療の専門医療施設である。
京都府がん診療連携病院（府指定）、エイズ治療拠点病院、地域周産期母子医療センターなどに指定されており、京都府北部はもとより、福井県嶺南からも患者が訪れている。地域の中核病院として地域医療研修センターを開設しており、同センター附属の看護学校（舞鶴医療センター附属看護学校）の教育の場ともなっている。
大規模な精神科入院病棟（閉鎖病棟・開放病棟）を有しており、周辺患者の受け皿として一義的、時に普遍的な役割を受ける事も出来る。
公益財団法人日本医療機能評価機構認定病院。

## 沿革
- 1901年（明治34年） - 舞鶴鎮守府海軍病院として創立。
- 1945年（昭和20年） - 12月1日、厚生省に移管、国立舞鶴病院となる。
- 1948年（昭和23年） - 附属高等看護学校を開設。
- 1985年（昭和60年） - 臨床研修指定病院に指定される。
- 1987年（昭和62年） - 地域医療研修センターを新設
- 2000年（平成12年） - 救急センターを設置。
- 2004年（平成16年） - 独立行政法人国立病院機構舞鶴医療センターに名称を変更。
- 2006年（平成18年） - 精神科指定通院医療機関に指定。
- 2007年（平成19年） - 地域がん診療連携拠点病院に指定される。
- 2008年（平成20年） - 地域医療支援病院として京都府より指定を受ける。
- 2011年（平成23年） - 11月1日より全診療科で電子カルテを導入。
- 2012年（平成24年） - 精神科新病棟が完成。
- 2016年（平成28年） - 一般病棟（B病棟）新築。
- 2018年（平成30年） - 原子力災害対策工事（A棟）完了。

## 診療科
- 内科
- 精神科
- 神経科
- 神経内科
- 呼吸器科
- 消化器科
- 循環器科
- 小児科
- 外科
- 整形外科
- 脳神経外科
- 心臓血管外科
- 小児外科
- 皮膚科
- 泌尿器科
- 産婦人科
- 眼科
- 放射線科
- 麻酔科
- 耳鼻咽喉科

## 特徴
- 精神医療に関する基幹医療施設（近畿の国立医療施設の中心的役割、精神科デイケア施設）
- 循環器病（脳を含む）に関する専門的な医療
- 癌に関する専門的な医療
- 成育に関する専門的な医療
- エイズ治療拠点病院
- 京都府中丹医療圏における救急センターとしての機能（病院群輪番制救急病院）
- 骨・運動器、感覚器疾患、肝疾患等に対する高度専門的医療
- その他
  - NICU・母子医療センター
  - 難病（小児がん等）治療施設
  - 医学的リハビリテーション施設
  - 特殊診療（高血圧・がん・特殊小児）

（以上、公式HPより）

## 医療機関の認定
（この節の出典）
| 保険医療機関                                   | 労災保険指定医療機関                                                                            |
| 臨床研修病院                                   | 指定自立支援医療機関（更生医療）                                                                |
| 指定自立支援医療機関（育成医療）               | がん診療連携拠点病院                                                                            |
| 指定自立支援医療機関（精神通院医療）           | エイズ治療拠点病院                                                                              |
| 身体障害者福祉法指定医の配置されている医療機関 | 精神保健及び精神障害者福祉に関する法律(昭和25年法律第123号)に基づく指定病院又は応急入院指定病院 |
| 特定疾患治療研究事業指定医療機関               | 精神保健指定医の配置されている医療機関                                                          |
| 生活保護法指定医療機関                         | 医療保護施設                                                                                    |
| DPC導入病院                                    | 結核指定医療機関                                                                                |
| 小児慢性特定疾患治療研究事業指定医療機関       | 戦傷病者特別援護法指定医療機関                                                                  |
| 原子爆弾被害者医療指定医療機関                 | 地域周産期母子医療センター                                                                      |
| 公害医療機関                                   | 母体保護法指定医の配置されている医療機関                                                        |
| 地域医療支援病院                               |                                                                                                 |

このほか、各種法令による指定・認定病院であるとともに、各学会の認定施設でもある。

## 院内設備
- 売店
- テレビカード販売機・精算機
- コインランドリー

## 交通アクセス
- JR西日本舞鶴線・小浜線東舞鶴駅より京都交通バスで7分、舞鶴医療センター前下車。